# Syryjskoprawosławny patriarcha Antiochii
Syryjskoprawosławny patriarcha Antiochii – jeden z patriarchów w Kościołach wschodnich, zwierzchnik Syryjskiego Kościoła Ortodoksyjnego. 
Przed 518 r. oba Kościoły – greckoprawosławny i syryjskoprawosławny – uznawały tych samych patriarchów.

## Syryjskoprawosławni patriarchowie Antiochii
- 512/518–538 – św. Sewer I Wielki
- 538–544 – wakat
- 544–546 – Sergiusz z Tella
- 546–550 – wakat
- 550–575 – Paweł II
- 575–581 – wakat
- 581–591 – Piotr III
- 591–595 – Julian I
- 595–631 – Atanazy I Gammolo
- 631–648 – Jan II
- 649–667 – Teodor
- 667–681 – Sewer II bar Masqeh
- 683–686 – Atanazy II
- 686–708 – Julian II
- 709–723 – Eliasz I
- 724–740 – Atanazy III
- 740–754 – Iwanis I
- 754–? – Euwanis (antypatriarcha)
- ?–758 – Atanazy al-Sandali (antypatriarcha)
- 758–790 – Jerzy I
- 790–792 – Józef
- 793–817 – Kiriakos z Takrit
- 817–845 – Dionizy I z Tellmahreh
- 846–873 – Jan III
- 878–883 – Ignatius II
- 887–896 – Teodozjusz Romanos z Takrit
- 897–909 – Dionizy II
- 910–922 – Jan IV Qurzahli
- 923–935 – Bazyli I
- 936–953 – Jan V
- 954–957 – Iwanis II
- 958–961 – Dionizy III
- 962–963 – Abraham
- 965–985 – Jan VI Sarigta
- 986–1002 – Atanazy IV z Salah
- 1004–1033 – Jan VII bar Abdun
- 1034–1044 – Dionizy IV Yahya
- 1044–1049 – wakat
- 1049–1057 – Jan VIII
- 1058–1063 – Atanazy V
- 1063–1073 – Jan IX bar Shushan
- 1074–1075 – Bazyli II
- 1075–1077 – Jan Abdun (antypatriarcha)
- 1077–1078 – Dionizy V Lazaros
- 1080–1082 – Iwanis III
- 1088–1090 – Dionizy VI
- 1091–1129 – Atanazy VI bar Kamoro
- 1129–1137 – Jan X bar Mawdyono
- 1138–1166 – Atanazy VII bar Qutreh
- 1166–1199 – Michał I Wielki
- 1200–1207 – Atanazy VIII
- 1208–1220 – Jan XI
- 1222–1252 – Ignacy III Dawid
- 1252–1263 – Jan XII bar Madani
- 1264–1282 – Ignacy IV Jeszu
- 1283–1292 – Filoksenos I Nemrud
- 1292–1312 – Michał II
- 1312–1349 – Michał III Jeszu
- 1349–1387 – Bazyli III Gabriel
- 1387–1421 – Filoksenos II
- 1421–1444 – Bazyli IV Semun
- 1445–1454 – Ignacy Behnam al-Hadli
- 1455–1483 – Ignacy Khalaf
- 1483–1493 – Ignacy Jan XIII
- 1493–1509 – Ignacy Nuh z Libanu
- 1509–1512 – Ignacy Jeszu I
- 1512–1517 – Ignacy Jakub I
- 1517–1520 – Ignacy Dawid I
- 1520–1557 – Ignacy Abd Allah I
- 1557–1576 – Ignacy Nemet Allah
- 1576–1591 – Ignacy Dawid II Szah
- 1591–1597 – Ignacy Piłat
- 1597–1639 – Ignacy Hadayat Allah
- 1640–1659 – Ignacy Szymon I
- 1659–1662 – Ignacy Jeszu II Qamsheh
- 1662–1686 – Ignacy Abdul Masih I
- 1687–1708 – Ignacy Jerzy II
- 1709–1722 – Ignacy Izak Azar
- 1722–1745 – Ignacy Szymon II
- 1745–1768 – Ignacy Jerzy III
- 1768–1781 – Ignacy Jerzy IV
- 1782–1817 – Ignacy Mateusz
- 1817–1818 – Ignacy Junan
- 1819–1837 – Ignacy Jerzy V
- 1838–1847 – Ignacy Eliasz II
- 1847–1871 – Ignacy Jakub II
- 1872–1894 – Ignacy Piotr IV
- 1895–1905 – Ignacy Abdul Masih II
- 1906–1915 – Ignacy Abd Allah II
- 1917–1932 – Ignacy Eliasz III
- 1933–1957 – Ignacy Efrem I Barsoum
- 1957–1980 – Ignacy Jakub III
- 1980–2014 – Ignacy Zakka I Iwas
- od 2014 – Ignacy Efrem II